# Kolomiițivka, Nosivka
Kolomiițivka (în ucraineană Коломійцівка) este un sat în comuna Kalînivka din raionul Nosivka, regiunea Cernihiv, Ucraina.

## Demografie
Componența lingvistică a localității Kolomiițivka
     Ucraineană (98,1%)
     Rusă (1,73%)
     Alte limbi (0,17%)
Conform recensământului din 2001, majoritatea populației localității Kolomiițivka era vorbitoare de ucraineană (98,1%), existând în minoritate și vorbitori de rusă (1,73%).